# Miralia alternans
Genre
Espèce
Synonymes
- Brachyorrhos alternans Reuss, 1834
- Enhydris alternans (Reuss, 1834)
- Homalopsis decussata Schlegel, 1837

Statut de conservation UICN

 DD  : Données insuffisantes
Miralia alternans, unique représentant du genre Miralia, est une espèce de serpents de la famille des Homalopsidae.

## Répartition
Cette espèce se rencontre :
- à Java, à Sumatra, à Bangka, à Belitung et au Kalimantan en Indonésie ;
- au Sarawak en Malaisie orientale.

## Publications originales
- Gray, 1842 : Monographic Synopsis of the Water Snakes, or the Family of Hydridae. The Zoological Miscellany, vol. 1842, p. 59-68.
- Reuss, 1834 : Zoologische miscellen. Reptilien, Ophidier. Abhandlungen aus dem Gebiete der beschreibenden Naturgeschichte, vol. 1, p. 129-162.